# Trophée des Grimpeurs 1992
Il Trophée des Grimpeurs 1992, sessantaseiesima edizione della corsa e valida come evento del circuito UCI categoria 1.4, si svolse il 3 maggio 1992 e fu vinto dal francese Marc Madiot.

## Ordine d'arrivo (Top 10)
| Pos. | Corridore           | Squadra    | Tempo |
| ---- | ------------------- | ---------- | ----- |
| 1    | Marc Madiot         | Telekom    |       |
| 2    | Richard Virenque    | R.M.O.     |       |
| 3    | François Lemarchand | Z          |       |
| 4    | Benny Heylen        | La William |       |
| 5    | Charly Mottet       | R.M.O.     |       |
| 6    | Jean-Cyril Robin    | Castorama  |       |
| 7    | François Simon      | Castorama  |       |
| 8    | Atle Kvålsvoll      | Z          |       |
| 9    | Laurent Brochard    | Castorama  |       |
| 10   | Patrice Esnault     | Chazal     |       |